# EndNote
EndNote est un logiciel de gestion bibliographique, destiné à la gestion des références de livres et travaux de recherche. Il permet la création d’une bibliothèque personnelle de références, ainsi que l’exportation de celles-ci en différents formats. Développé par Niles Software, il est maintenant produit et distribué par Clarivate,,.

## Développement
EndNote fait partie des pionniers des logiciels de gestion de références. Il a été développé par Niles Software. La compagnie et son logiciel phare ont ensuite été rachetés par l’Institute for Scientific Information (ISI) en 1999. En 2004, ISI est devenu Thompson Scientific Inc. et finalement Thomson Reuters. Depuis 2017, EndNote est produit par Clarivate, entité créée après l’acquisition de la division Intellectual Property and Science Business de Thomson Reuters par Onex et Baring Private Equity Asia.

## Caractéristiques

### Version X9
Dans le logiciel, l’utilisateur peut rassembler plusieurs sources de références au sein de sa bibliothèque personnelle. Ces références pourront alors être exportées, par exemple, dans un document Word, et formatées automatiquement, bien qu’il soit aussi possible de modifier le format manuellement par la suite.
L’utilisateur commence par créer une bibliothèque et choisir son emplacement, préférablement dans le disque dur local de l’ordinateur. Il peut alors commencer à y importer des sources. Plusieurs options s’offrent alors à lui. Il est possible de chercher des sources directement à partir du logiciel, ou encore de passer par un navigateur Web. Pour la deuxième option, il est nécessaire d’utiliser un navigateur prenant en charge l’exportation directe, comme Internet Explorer, Microsoft Edge, Google Chrome ou Mozilla Firefox. Quand la recherche a été effectuée sur une base de données, l’utilisateur doit alors sélectionner les sources qu’il souhaite ajouter à sa bibliothèque Endnote, puis utiliser l’option d’exportation fournie par la base de données pour générer un fichier (préférablement en format Endnote ou RIS, lorsque l’option est disponible, puisque ces deux formats sont les mieux pris en charge par le logiciel). Le fichier ainsi créé peut être alors ouvert avec Endnote et les sources qu’il contient peuvent être ajoutées à la bibliothèque.
Lorsque les sources sont rassemblées dans la bibliothèque, plusieurs options d’organisation s’offrent à l’utilisateur. Il est possible, notamment, de créer plusieurs dossiers, appelés groupes, au sein de la bibliothèque et d’y glisser des sources spécifiques à des fins de classification. Il est également possible, pour certaines sources, d’obtenir le texte intégral en format PDF, à condition que ce dernier soit disponible.
Le logiciel est présentement disponible uniquement en anglais.

## Poursuite contre Zotero
Le 5 septembre 2008, Thomson Reuters, à l’époque producteur du logiciel Endnote, intente une poursuite contre l’Université George Mason et l’État de Virginie pour abus de licence, relativement au logiciel libre Zotero. La compagnie reproche notamment à l’Université une fonctionnalité de Zotero permettant l’importation de fichiers .ens, format propriétaire d’EndNote, et leur conversion au format ouvert .csl. En réponse à la poursuite, l’Université George Mason a choisi de ne pas renouveler sa licence pour EndNote et a réitéré son engagement pour le open source. Le 8 octobre 2008, la revue Nature publie un éditorial en défense du partage des données entre chercheurs, passant notamment par l’interopérabilité des formats, et critique les actions de Thomson Reuters.